# Barend du Plessis
Pour les articles homonymes, voir Barend.
Barend Jacobus du Plessis, né le 19 janvier 1940 à Johannesbourg, est un homme politique d'Afrique du Sud, membre du Parti national et ministre des Finances de 1984 à 1992.

## Biographie
Barend du Plessis est né à Johannesbourg. Il est le fils de Martie et Jan Hendrik du Plessis, un militant du Parti national, et l'ainé de leurs trois enfants. La famille est issue d'un milieu modeste et Barend a grandi dans la ville ouvrière et afrikaner de Boksburg, dans la banlieue de Johannesbourg.
Durant ses études, il préside le conseil représentatif des étudiants et voyage à ce titre à l'étranger, en Belgique, en Allemagne et aux Pays-Bas.
En 1960, Barend Du Plessis milite pour le Parti national durant le référendum sur la République.
Diplômé de l'université de Potchefstroom, il commence sa carrière professionnelle en 1962 en enseignant les mathématiques puis il entre à la South African Broadcasting Corporation (SABC) où sa carrière le mène à la direction générale en tant que secrétaire administratif.
En 1966, il devient un membre officiel du Parti national.
De 1968 à 1974, il travaille dans la banque puis pour IBM et complète son cursus universitaire par un diplôme de Princetown.
Parallèlement, il continue sa carrière politique. En 1972, il est élu au conseil de ville de Roodepoort puis en 1974, en est élu premier adjoint au maire.
En 1974, il ravit un siège à l'opposition et est élu député de Johannesbourg.
Le 23 novembre 1983, Barend du Plessis est nommé ministre de l'Éducation dans le gouvernement de Pieter Botha. À ce poste, il doit gérer les boycotts organisés contre les écoles par les partis noirs interdits et rencontre à cette occasion l'archevêque Desmond Tutu pour tenter d'apaiser la situation.
En 1984, Barend du Plessis devient le nouveau ministre des Finances et succède à Owen Horwood. Il doit alors faire face à la chute du Rand, de l'or, au boycott international, à la dette internationale du pays et aux sanctions économiques organisées contre l'Afrique du Sud.
En 1989, il se présente aux élections internes du Parti national pour en prendre la présidence. Il fait face à Roelof “Pik” Botha, Chris Heunis et Frederik de Klerk. Après avoir éliminé ses concurrents, du Plessis est battu au dernier tour de scrutin avec 61 voix contre 69 à Frederik de Klerk.
En octobre 1989, il est élu chef du parti national pour le Transvaal, succédant à FW de Klerk. Il cumule cette fonction avec son poste de ministre des finances jusqu'à son retrait de la vie politique en avril 1992 pour se consacrer aux affaires.

## Vie privée
Barend du Plessis s'est marié avec Antoinette Van den Berg, de laquelle il a divorcé, et a eu quatre enfants prénommés, Jean, Vanessa, Charl et Berno.